# 바니 케셀
바니 케셀(Barney Kessel, 1923년 10월 17일 ~ 2004년 5월 6일)은 오클라호마주 머스코지에서 태어난 미국의 재즈 기타리스트였다. 특히 화음과 전위, 화음에 기초한 멜로디를 플레이 하는 데에 일가견이 있었다. 케셀은 스튜디오, 영화 음악, TV 녹음 공연 등 수많은 재즈 세션 활동에서도 일류로 손꼽혔으며 레킹 크루라고 알려진 세션 음악가 그룹의 비공식적인 일원이었다.